# 通楡県
通楡県（つうゆ-けん）は中華人民共和国吉林省白城市に位置する県。県人民政府の所在地は開通鎮。

## 歴史
1958年、開通県・瞻楡県が合併し成立した。

## 行政区画
3街道、8鎮、6郷、2民族郷を管轄：
- 街道弁事処：樹満街道、八区街道、迎新街道
- 鎮：開通鎮、瞻楡鎮、双崗鎮、興隆山鎮、辺昭鎮、鴻興鎮、新華鎮、烏蘭花鎮
- 郷：新発郷、新興郷、団結郷、十花道郷、八面郷、蘇公坨郷
- 民族郷：向海モンゴル族郷、包拉温都モンゴル族郷

## 交通

### 鉄道
- 中国国家鉄路集団
  - 平斉線
    - 通楡駅

### 道路
- 高速道路
  -  鉄科高速道路（中国語版）
  -  双嫩高速道路（中国語版）
- 国道
  -  G231国道（中国語版）
  -  G334国道（中国語版）
  -  G503国道（中国語版）